# Anders Österholm
Anders Österholm, född 1988, är en svensk skådespelare. Den roll han är mest känd för är som Torsten i Barnen på Luna. Österholm har också gjort ett antal teaterframträdanden.

## Filmografi
- 2005 Percy, Buffalo Bill och jag
- 2008 Prinsessa

## TV
- 2000 Barnen på Luna
- 2001 Det polska korset
- 2007 Ett gott parti

## Internet
- 2008 www.karatehummer.se